# Attilio Sudati
Attilio Sudati (Milano, 18 ottobre 1909 – ...) è stato un calciatore italiano, di ruolo ala.

## Carriera
Ala destra, esordì con la Salernitana tra il 1928 e il 1930. Militò nel Val Pellice nella stagione 1930-1931, mentre era in servizio militare a Torino. In seguito giocò in Serie A con il Torino per due stagioni.

## Palmarès

### Club

#### Competizioni nazionali
- Coppa Italia: 1

Torino: 1935-1936